# Rosalie Wilkins, Baroness Wilkins
Rosalie Catherine Wilkins, Baroness Wilkins (* 6. Mai 1946; † 1. Dezember 2024) war eine britische Politikerin (Labour Party). 

## Leben und Karriere
Wilkins wurde als Tochter von Eric Frederick und Marjorie Phyllis Elizabeth Wilkins geboren. Sie besuchte die Dr Challoner's Grammar School in Amersham und die St Helen's School in Northwood, Middlesex. Während ihres Studiums an der Universität Manchester erlitt Wilkins eine Rückenmarksverletzung und war seit 1966 auf die Benutzung eines Rollstuhls angewiesen. 1969 erwarb sie den Bachelor of Arts an der Universität Manchester. Von 1971 bis 1974 arbeitete sie als Persönliche Assistentin des Direktors beim Central Council for the Disabled. Von 1974 bis 1978 war sie als Information Officer bei der National Association for Mental Health (MIND) tätig.
Ab 1972 arbeitete Wilkins auch für das britische Fernsehen. Für Granada TV produzierte sie im Rahmen der World in Action-Programmreihe den Dokumentarfilm The Village über ein niederländisches Dorf in der Nähe von Arnheim, das ausschließlich für schwerbehinderte Menschen gebaut worden war. Wilkins war von 1975 bis 1988 als Koproduzentin und Moderatorin des Behindertenmagazins LINK (The Link Programme), auf Central TV tätig, einem Programmformat, das von Menschen mit Behinderungen speziell für diesen Personenkreis produziert wurde, und eine Vorreiterrolle bei der Präsenz behinderter Menschen in den Medien spielte. Wilkins gehörte damit zu den Pionieren in der Entwicklung von Informationssendungen für Behinderte. 1981 drehte und produzierte sie eine Dokumentation mit dem Titel We Won't Go Away über das American Civil Rights Movement. Außerdem veröffentlichte sie den Dokumentarfilm Statement of Intent, welcher auf ITV und Channel 4  den Kampf für die Errichtung des Derbyshire Centre for Independent Living nachzeichnete. Von 1988 bis 1996 arbeitete sie als freischaffende Produzentin für Film- und Fernsehdokumentationen.
Wilkins war von 1974 bis 1976 Mitglied des Central Health Services Council.
Von 1976 bis 1978 gehörte sie dem General Advisory Council der BBC an. Sie war von 1982 bis 1990 Mitglied der Prince of Wales' Advisory Group on Disability. Von 2003 bis 2008 war sie Präsidentin des College of Occupational Therapists.

## Mitgliedschaft im House of Lords
Wilkins wurde 1999 zur Life Peeress als Baroness Wilkins, of Chesham Bois in the County of Buckinghamshire, erhoben.
Im House of Lords gehörte sie mehreren Sonderausschüssen an. Von 2000 bis 2005 war sie Mitglied des Ausschusses Hybrid Instruments und 2003 bis 2007 Mitglied des Ausschusses Administration and Works.
Sie gehörte mehreren All-party groups an. Seit 2003 war sie Treasurer der Learning Disability Group. Sie war stellvertretende Vorsitzende (Vice-Chair) der Disability Group seit 2003, der Deafness Group seit 2004 und der Continence Care Group seit 2009.
Wilkins war auch Mitglied mehrerer Backbench Committees. Von 2003 bis 2004 gehörte sie dem Joint committee draft mental incapacity bill und 2004 dem Joint committee draft disability discrimination bill an. 
Als ihre politischen Interessen gab Wilkins die Integration von Menschen mit Behinderungen, den Wohnungsbau, internationale Entwicklungshilfe und Energieeinsparung an.
Im House of Lords setzte sie sich insbesondere für die rechtliche und soziale Gleichstellung von Menschen mit Behinderungen ein. In Zusammenhang mit dem in Großbritannien mittlerweile verabschiedeten integrierten Gleichstellungsgesetz (Equality Bill 2010) kritisierte Wilkins, dass das Gesetz nicht eine „stärkere soziale Definition von Behinderung“ aufgenommen habe, um Diskriminierung zu verhindern. Es sei „eine Travestie“, dass mehr Zeit darüber diskutiert werde, wie stark behindert jemand sei, als über den Grad von Diskriminierung, welchen behinderte Menschen erfahren. Wilkins begrüßte das Gesetz insgesamt, da es beispielsweise den Mieterschutz für Menschen mit Behinderungen stärke.  Wilkins warnte aber gemeinsam mit Jane Campbell, Baroness Campbell of Surbiton und Colin Low, Baron Low of Dalston davor, dass die Equality Bill nicht den durch den Disability Discrimination Act (DDA) bisher gewährten Rechtsschutz von Behinderten einschränken dürfe.
Am 23. Juli 2015 trat Wilkins gemäß den Regelungen des House of Lords Reform Act 2014 freiwillig in den Ruhestand und schied aus dem House of Lords aus.

## Auszeichnungen
1983 wurde sie mit dem The Snowdon Award ausgezeichnet.